# Knipolegus orenocensis
A Knipolegus orenocensis a madarak (Aves) osztályának a verébalakúak (Passeriformes) rendjébe és a királygébicsfélék (Tyrannidae) családjába tartozó faj.

## Rendszerezése
A fajt Hans von Berlepsch német ornitológus írta le 1884-ben, a Cnipolegus nembe Cnipolegus orenocensis néven.

## Alfajai
- Knipolegus orenocensis orenocensis Berlepsch, 1884
- Knipolegus orenocensis sclateri Hellmayr, 1906
- Knipolegus orenocensis xinguensis Berlepsch, 1912[2]

## Előfordulása
Dél-Amerikában elszórtan, Brazília, Kolumbia és Venezuela területén honos. Természetes élőhelyei a szubtrópusi és trópusi cserjések.

## Megjelenése
Testhossza 16 centiméter.
|  |  |

## Életmódja
Általában magányosan, vagy párban keresgéli rovarokból álló táplálékát.

## Természetvédelmi helyzete
Az elterjedési területe rendkívül nagy, egyedszáma ugyan csökken, de még nem éri el a kritikus szintet. A Természetvédelmi Világszövetség Vörös listáján nem fenyegetett fajként szerepel.